# Roberto Pruzzo
Roberto Pruzzo (Crocefieschi, 1º aprile 1955) è un ex calciatore e allenatore di calcio italiano, di ruolo attaccante.
Considerato uno dei migliori centravanti della storia del calcio italiano, è cresciuto nel Genoa per poi approdare nel 1978 alla Roma, squadra alla quale ha legato la maggior parte della sua carriera e con cui vinse il campionato nella stagione 1982-1983, e quattro Coppe Italia nelle stagioni 1979-1980, 1980-1981, 1983-1984 e 1985-1986; in maglia giallorossa, inoltre, fu per tre volte capocannoniere della Serie A, nelle stagioni 1980-1981, 1981-1982 e 1985-1986.

## Carriera

### Giocatore

Pruzzo premiato come miglior marcatore della Serie A 1981-1982

#### Club

##### Genoa
Cresciuto nelle giovanili del Genoa, fece il suo esordio in Serie A il 2 dicembre 1973 nella partita contro il Cesena, terminata 1-1. Da giovane non pensava di divenire calciatore, tanto che l'allora presidente Fossati faticò per convincerlo a firmare il contratto.

Pruzzo nel 1977, giovane capitano del Genoa, pressato dallo juventino Francesco Morini

Realizzò la sua prima rete in Serie A proprio contro la squadra nella quale successivamente giocherà per dieci anni, la Roma, il 3 ottobre 1976 in un pareggio per 2-2, anche se la rete più importante in maglia rossoblù risale al 13 marzo 1977, quando, di testa, segnò il gol-vittoria nel derby stracittadino contro la Sampdoria.
Con il Grifone disputò 5 stagioni di cui 3 nella massima serie e 2 in Serie B, collezionando ben 143 presenze e 57 gol (media 0,4 gol/partita) e divenendo anche capocannoniere della Serie B nella stagione 1975-1976. Rimane tuttora uno dei marcatori del Genoa più prolifici di tutti i tempi, insieme a Diego Milito (media 0,59 g/p), Tomáš Skuhravý (media 0,36 g/p) e Carlos Aguilera (media 0,34 g/p). Fu proprio nel Genoa che si guadagnò l'appellativo di O Rey di Crocefieschi.

##### Roma
Nella stagione 1977-1978 la sua prolificità segnò un lieve passo all'indietro, facendo sorgere qualche dubbio negli operatori di mercato; ad approfittarne fu il presidente della Roma Gaetano Anzalone. Pruzzo venne ceduto così alla squadra capitolina nell'estate seguente, per l'importante cifra di 3 miliardi di lire più il passaggio in rossoblù in prestito di Bruno Conti.
Al suo primo anno romano non conclude molto: la squadra lotta per non retrocedere e lui viene coinvolto nel disastro generale. Anche la seconda stagione, la prima dell'era Viola, iniziò negativamente, tanto che lo stesso Pruzzo, in una intervista, dichiarò di non riconoscersi più. A partire dalla stagione successiva ebbe un notevole ritorno in ottima forma, che lo portò all'esplosione definitiva con il club romano.
Nella Roma stabilì vari record: si laureò per tre volte capocannoniere della Serie A, nelle stagioni 1980-1981 (18 gol), 1981-1982 (15 gol) e 1985-1986 (19 gol), conquistò quattro Coppe Italia (1980, 1981, 1984 e 1986) e lo storico scudetto del 1982-1983. Le 106 reti segnate in serie A con la maglia della Roma lo hanno reso per lungo tempo il miglior realizzatore nella storia della società, record poi battuto nel corso della stagione 2004-2005 da un altro elemento simbolo della società giallorossa, Francesco Totti, realizzatore in totale di 307 reti con la Roma (250 delle quali in Serie A).
Tra i suoi gol più importanti si ricordano quello che salvò la Roma nella stagione 1978-1979 contro l'Atalanta, il gol-scudetto contro il Genoa nella stagione 1982-1983 e quello in rovesciata a Torino contro la Juventus nella stagione 1983-1984 che regalò il 2-2 alla squadra giallorossa all'ultimo minuto; in campo europeo, rimangono degni di nota soprattutto la doppietta contro il Dundee United nella semifinale della Coppa dei Campioni 1983-1984, a cui fece seguito il gol segnato al Liverpool nella successiva finale conclusasi con la vittoria degli inglesi ai rigori. Nella stagione 1985-1986, in Roma-Avellino 5-1, segnò inoltre una storica cinquina.

Pruzzo realizza il pareggio della Roma contro il nella finale della Coppa dei Campioni 1983-1984

Il 20 settembre 2012 è stato tra i primi 11 giocatori ad essere inserito nella hall of fame ufficiale del club giallorosso.

##### Fiorentina
Dopo 10 stagioni, 240 presenze e 106 reti con la maglia giallorossa, nella stagione 1988-1989 Pruzzo passò alla Fiorentina. Qui però disputò in tutto solamente 13 partite, delle quali solo 6 scendendo in campo fin dall'inizio. Realizzò il suo unico gol a fine stagione proprio contro la Roma, nello spareggio di Perugia per la qualificazione alla Coppa UEFA, il 30 giugno 1989, di testa su cross di Roberto Baggio: quella rete consentì ai viola l'accesso in Europa, ma fu anche l'ultima partita della sua carriera.
Restò a Firenze per un altro anno, come dirigente accompagnatore della società.
Con l'avvento della famiglia Cecchi Gori alla proprietà della società toscana, la sua esperienza si chiuse.

#### Nazionale

Pruzzo all'esordio in maglia azzurra nel 1978

Pruzzo esordì in Nazionale il 23 settembre 1978, convocato dal CT Enzo Bearzot, in Italia-Turchia (1-0). Nel 1980 rientrò tra i convocati sia per la Coppa d'Oro dei Campioni del Mondo in Uruguay, torneo riservato alle nazionali che avevano vinto almeno una volta il campionato mondiale all'epoca, nel quale giocò in entrambe le partite disputate dall'Italia, sia per l'Europeo casalingo, occasione in cui non scese mai in campo. Nel 1982, invece, nonostante fosse stato capocannoniere della Serie A per due stagioni consecutive, non fu convocato per il Mondiale in Spagna e gli vennero preferiti Paolo Rossi e Franco Selvaggi, fatto che causò vivaci polemiche, in particolare tra coloro che sostenevano come la rappresentativa italiana fosse al tempo dominata dal cosiddetto blocco juventino (e dal proprio canto Rossi, nonostante avesse appena ripreso a giocare dopo due anni di squalifica, fu scelto come attaccante titolare da Bearzot fin dall'inizio e, dopo un inizio giù di tono, diede un contributo fondamentale alla vittoria italiana in tale Mondiale).
Nella stagione 1985-1986 conquistò per la terza volta il titolo di miglior marcatore della massima serie italiana, ma in occasione del Mondiale di Messico 1986, ancora una volta, Bearzot non lo inserì nel gruppo dei convocati. Il suo bottino in maglia azzurra fu di appena 6 presenze, senza realizzare gol.

### Allenatore
Pruzzo iniziò la sua carriera di allenatore nel 1998, con il Viareggio, prima di passare al Teramo e, nel 2000, all'Alessandria, in Serie C1: dapprima esonerato, fu richiamato sulla panchina dei grigi piemontesi sul finire della stagione, ma non riuscì a evitare la retrocessione della squadra.
Il 18 luglio 2002 fu ingaggiato dal Palermo di Franco Sensi, squadra che allenò tuttavia per soli 4 giorni, visto che il 21 luglio si insediò alla presidenza Maurizio Zamparini, proveniente dal Venezia, portandosi dietro dai lagunari Ezio Glerean.
Dopo aver collaborato alla direzione tecnica del Foggia e della Sambenedettese con Giuseppe Giannini, suo compagno di squadra alla Roma, il 5 dicembre 2008 viene nominato tecnico del club marchigiano del Centobuchi, in Serie D. Dopo due giorni esordisce nella vittoria per 2-1 contro il Campobasso. Chiude il campionato al dodicesimo posto per poi passare ad allenare nelle giovanili del Genoa.

### Dirigente
Dirigente dell'Atletico 2000 a Roma, dal 2011 ha collaborato con lo staff tecnico e dirigenziale della P.G.S. Don Bosco Genzano di Roma. Il 31 ottobre 2012 viene nominato direttore sportivo del Savona. Con la squadra ligure conquista la promozione in Lega Pro nella stagione 2012-2013 e l'anno successivo manca per poco il passaggio in Serie B. Il 26 settembre 2014 viene esonerato.
Il 21 luglio 2017 diventa direttore sportivo del Como – rifondato dopo la mancata iscrizione della precedente gestione al campionato di Serie C e iscritto alla Serie D 2017-2018 –, voluto dalla cordata di imprenditori formata da Massimo Nicastro e Roberto Felleca. Rimane in carica come diesse dei lariani per due anni, venendo sostituito al termine della stagione 2018-2019, dopo aver conquistato la promozione in Serie C, da Carlalberto Ludi.

### Dopo il ritiro
Al termine dell'attività agonistica è divenuto opinionista sportivo per varie emittenti radiofoniche e televisive nazionali.
Dal 2016 è entrato nel mondo della ristorazione, aprendo un ristorante a Roma.
Nel 2020 è entrato nel mondo alberghiero, acquistando un albergo al lido Camaiore.

## Statistiche

### Presenze e reti nei club
| Stagione        | Squadra         | Campionato      | Campionato | Campionato | Coppe nazionali | Coppe nazionali | Coppe nazionali | Coppe continentali | Coppe continentali | Coppe continentali | Altre coppe | Altre coppe | Altre coppe | Totale | Totale |
| Stagione        | Squadra         | Comp            | Pres       | Reti       | Comp            | Pres            | Reti            | Comp               | Pres               | Reti               | Comp        | Pres        | Reti        | Pres   | Reti   |
| --------------- | --------------- | --------------- | ---------- | ---------- | --------------- | --------------- | --------------- | ------------------ | ------------------ | ------------------ | ----------- | ----------- | ----------- | ------ | ------ |
| 1973-1974       | Genoa           | A               | 19         | 0          | CI              | 0               | 0               | -                  | -                  | -                  | -           | -           | -           | 19     | 0      |
| 1974-1975       | Genoa           | B               | 33         | 12         | CI              | 4               | 1               | -                  | -                  | -                  | -           | -           | -           | 37     | 13     |
| 1975-1976       | Genoa           | B               | 32         | 18         | CI              | 6               | 2               | -                  | -                  | -                  | -           | -           | -           | 38     | 20     |
| 1976-1977       | Genoa           | A               | 30         | 18         | CI              | 4               | 5               | -                  | -                  | -                  | -           | -           | -           | 34     | 23     |
| 1977-1978       | Genoa           | A               | 29         | 9          | CI              | 4               | 2               | -                  | -                  | -                  | -           | -           | -           | 33     | 11     |
| Totale Genoa    | Totale Genoa    | Totale Genoa    | 143        | 57         |                 | 18              | 10              |                    | -                  | -                  |             | -           | -           | 161    | 67     |
| 1978-1979       | Roma            | A               | 29         | 9          | CI              | 4               | 3               | -                  | -                  | -                  | -           | -           | -           | 33     | 12     |
| 1979-1980       | Roma            | A               | 28         | 12         | CI              | 9               | 6               | -                  | -                  | -                  | -           | -           | -           | 37     | 18     |
| 1980-1981       | Roma            | A               | 28         | 18         | CI              | 3               | 0               | CdC                | 2                  | 1                  | TC          | 0           | 0           | 33     | 19     |
| 1981-1982       | Roma            | A               | 26         | 15         | CI              | 1               | 0               | CdC                | 4                  | 2                  | -           | -           | -           | 31     | 17     |
| 1982-1983       | Roma            | A               | 27         | 12         | CI              | 5               | 7               | CU                 | 7                  | 3                  | -           | -           | -           | 39     | 22     |
| 1983-1984       | Roma            | A               | 27         | 8          | CI              | 9               | 2               | CC                 | 7                  | 5                  | -           | -           | -           | 43     | 15     |
| 1984-1985       | Roma            | A               | 21         | 8          | CI              | 2               | 1               | CdC                | 5                  | 1                  | -           | -           | -           | 28     | 10     |
| 1985-1986       | Roma            | A               | 24         | 19         | CI              | 9               | 1               | -                  | -                  | -                  | -           | -           | -           | 33     | 20     |
| 1986-1987       | Roma            | A               | 19         | 4          | CI              | 3               | 0               | CdC                | 2                  | 0                  | -           | -           | -           | 24     | 4      |
| 1987-1988       | Roma            | A               | 11         | 1          | CI              | 3               | 0               | -                  | -                  | -                  | -           | -           | -           | 14     | 1      |
| Totale Roma     | Totale Roma     | Totale Roma     | 240        | 106        |                 | 48              | 20              |                    | 27                 | 12                 |             | 0           | 0           | 315    | 138    |
| 1988-1989       | Fiorentina      | A               | 13+1       | 0+1        | CI              | 2               | 0               | -                  | -                  | -                  | -           | -           | -           | 16     | 1      |
| Totale carriera | Totale carriera | Totale carriera | 396+1      | 163+1      |                 | 68              | 30              |                    | 27                 | 12                 | -           | 0           | 0           | 492    | 206    |

### Cronologia presenze e reti in nazionale
| Cronologia completa delle presenze e delle reti in nazionale ― Italia | Cronologia completa delle presenze e delle reti in nazionale ― Italia | Cronologia completa delle presenze e delle reti in nazionale ― Italia | Cronologia completa delle presenze e delle reti in nazionale ― Italia | Cronologia completa delle presenze e delle reti in nazionale ― Italia | Cronologia completa delle presenze e delle reti in nazionale ― Italia | Cronologia completa delle presenze e delle reti in nazionale ― Italia | Cronologia completa delle presenze e delle reti in nazionale ― Italia |
| Data                                                                  | Città                                                                 | In casa                                                               | Risultato                                                             | Ospiti                                                                | Competizione                                                          | Reti                                                                  | Note                                                                  |
| --------------------------------------------------------------------- | --------------------------------------------------------------------- | --------------------------------------------------------------------- | --------------------------------------------------------------------- | --------------------------------------------------------------------- | --------------------------------------------------------------------- | --------------------------------------------------------------------- | --------------------------------------------------------------------- |
| 23-9-1978                                                             | Firenze                                                               | Italia                                                                | 1 – 0                                                                 | Turchia                                                               | Amichevole                                                            | -                                                                     | 46’                                                                   |
| 3-1-1981                                                              | Montevideo                                                            | Uruguay                                                               | 2 – 0                                                                 | Italia                                                                | Mundialito - 1º turno                                                 | -                                                                     | 46’                                                                   |
| 6-1-1981                                                              | Montevideo                                                            | Paesi Bassi                                                           | 1 – 1                                                                 | Italia                                                                | Mundialito - 1º turno                                                 | -                                                                     |                                                                       |
| 14-11-1981                                                            | Torino                                                                | Italia                                                                | 1 – 1                                                                 | Grecia                                                                | Qual. Mondiali 1982                                                   | -                                                                     | 85’                                                                   |
| 5-12-1981                                                             | Napoli                                                                | Italia                                                                | 1 – 0                                                                 | Lussemburgo                                                           | Qual. Mondiali 1982                                                   | -                                                                     |                                                                       |
| 23-2-1982                                                             | Parigi                                                                | Francia                                                               | 2 – 0                                                                 | Italia                                                                | Amichevole                                                            | -                                                                     |                                                                       |
| Totale                                                                |                                                                       | Presenze                                                              | 6                                                                     |                                                                       | Reti                                                                  | 0                                                                     |                                                                       |

### Statistiche da allenatore
| Stagione        | Squadra         | Campionato      | Campionato | Campionato | Campionato | Campionato | Coppe nazionali | Coppe nazionali | Coppe nazionali | Coppe nazionali | Coppe nazionali | Coppe continentali | Coppe continentali | Coppe continentali | Coppe continentali | Coppe continentali | Altre coppe | Altre coppe | Altre coppe | Altre coppe | Altre coppe | Totale | Totale | Totale | Totale | % Vittorie |
| Stagione        | Squadra         | Comp            | G          | V          | N          | P          | Comp            | G               | V               | N               | P               | Comp               | G                  | V                  | N                  | P                  | Comp        | G           | V           | N           | P           | G      | V      | N      | P      | %          |
| --------------- | --------------- | --------------- | ---------- | ---------- | ---------- | ---------- | --------------- | --------------- | --------------- | --------------- | --------------- | ------------------ | ------------------ | ------------------ | ------------------ | ------------------ | ----------- | ----------- | ----------- | ----------- | ----------- | ------ | ------ | ------ | ------ | ---------- |
| 1998-apr. 1999  | Viareggio       | C2              | 30         | 10         | 11         | 9          | CI-C            | 4               | 2               | 1               | 1               | -                  | -                  | -                  | -                  | -                  | -           | -           | -           | -           | -           | 34     | 12     | 12     | 10     | 35,29      |
| 1999-2000       | Teramo          | C2              | 34+2       | 13         | 11         | 10+2       | CI-C            | 4               | 1               | 1               | 2               | -                  | -                  | -                  | -                  | -                  | -           | -           | -           | -           | -           | 40     | 14     | 12     | 14     | 35,00      |
| 2000-2001       | Alessandria     | C1              | 27         | 4          | 8          | 15         | CI-C            | 4               | 2               | 1               | 1               | -                  | -                  | -                  | -                  | -                  | -           | -           | -           | -           | -           | 31     | 6      | 9      | 16     | 19,35      |
| 2002-2003       | Palermo         | B               | 0          | 0          | 0          | 0          | CI              | 0               | 0               | 0               | 0               | -                  | -                  | -                  | -                  | -                  | -           | -           | -           | -           | -           | 0      | 0      | 0      | 0      | —          |
| 2008-mar. 2009  | Centobuchi      | D               | 14         | 3          | 5          | 6          | CI-D            | 0               | 0               | 0               | 0               | -                  | -                  | -                  | -                  | -                  | -           | -           | -           | -           | -           | 14     | 3      | 5      | 6      | 21,43      |
| Totale carriera | Totale carriera | Totale carriera | 105+2      | 30         | 35         | 40+2       |                 | 12              | 5               | 3               | 4               |                    | -                  | -                  | -                  | -                  |             | -           | -           | -           | -           | 119    | 35     | 38     | 46     | 29,41      |

## Palmarès

### Giocatore

#### Club
- Campionato italiano: 1

Roma: 1982-1983
- Coppa Italia: 4

Roma: 1979-1980, 1980-1981, 1983-1984, 1985-1986
- Campionato italiano di Serie B: 1

Genoa: 1975-1976

#### Individuale
- Capocannoniere della Serie A: 3

1980-1981 (18 reti), 1981-1982 (15 reti), 1985-1986 (19 reti)
- Capocannoniere della Coppa Italia: 1

1979-1980 (6 reti)
- Capocannoniere della Serie B: 1

1975-1976 (18 reti, ex aequo con Giuliano Musiello)

## Nella cultura di massa
Nel 1983, insieme a Carlo Ancelotti e Luciano Spinosi, Pruzzo prese parte alla partita finale del film di Don Camillo e con Terence Hill, contro la formazione in cui milita un altro campione degli anni settanta e ottanta, Roberto Boninsegna. L'anno seguente, insieme ai compagni di squadra Ancelotti, Francesco Graziani e Odoacre Chierico, partecipò, nei panni di sé stesso, in una piccola parte, alla pellicola L'allenatore nel pallone, con Lino Banfi; comparve anche nel sequel L'allenatore nel pallone 2, uscito nel 2008.
Viene citato anche nel film Notte prima degli esami - Oggi del 2007, nel quale una tifosa (Paola Minaccioni) descrive uno dei gol segnati da Luca Toni durante il quarto di finale dei mondiali di calcio del 2006 vinto per 3-0 dall'Italia contro l'Ucraina al protagonista Luca Molinari (Nicolas Vaporidis) paragonandolo appunto ad una delle tante realizzazioni del bomber ligure.
Viene citato anche nel film Vacanze in America da Claudio Amendola durante la partita tra torinesi e romani nella Valle della Morte.
Viene citato anche nel libro Codice 1982.

## Opere
- Bomber - La storia di un numero nove normale (o quasi), con Susanna Marcellini, Roma, Ultra, 2014, ISBN 978-88-6776-139-5.